# ورنریک
ورنریک (به چکی: Verneřice) یک منطقهٔ مسکونی و municipality with town privileges در جمهوری چک است که در Děčín District واقع شده‌است.

## خصوصیات
ورنریک ۳۱٫۳۸ کیلومترمربع مساحت و ۱٬۰۸۸ نفر جمعیت دارد و ۴۹۳ متر بالاتر از سطح دریا واقع شده‌است.